# فصام بسيط
يتم تصنيف الفصام البسيط في التصنيف الإحصائي الدولي للأمراض ICD-10. and 295.00 - 295.05 in the ICD-9 code.

## الدراسات
ربما يكون الأقرب بدايةً مقارنة بجميع أنواع الفصام الأخرى وتظهر بدايته عند البعض في مرحلة الطفولة. وتظهرأعراض هذا النوع البسيط البسيط بغياب الإرادة وضعف التفكير والشعور السطحي. هناك تدهور تدريجي في الأداء مع زيادة الباعث وانخفاض مستوى التنشئة الاجتماعية. نادرًا ما تعتبر تلك الأعراض تشخيصية وهذا هو الفصام دون أعراض ذهانية (عقلية) (Mueser & Jeste 2008).
في دراسة أجريت على المرضى الذين يعانون مرض الفصام في مستشفى ماساتشوستس، وجد أن الأشخاص الذين يعانون مرض الفصام البسيط يبذلون محاولات لتلبية الاحتياجات الواقعية الأكثر بدائية كما يميلون لتلبية تلك الاحتياجات بدلًا من الانخراط في الخيال كما وجد بالفعل كرد فعل للمحفزات البيئية من قبل الشخص المصاب بهذا المرض الذهاني (العقلي) (Kant 1948).;

## التصنيف
وفقًا لمعايير منظمة الصحة العالمية 1993  يتم التصنيف حسب التصنيف الإحصائي الدولي للأمراض والمشاكل الصحية ذات الصلة - 10 (ICD-10) كما يلي ;
| فصام بسيط | Slowly progressive development over a period of at least one year, of all three of the following: 1.(a) of loss of drive and interests,aimlessness, idleness,a self-absorbed attitude and social withdrawal that progress.(b) Gradual appearance and deepening of negative symptoms such as marked apathy, paucity of speech, underactivity, blunting of affect, passivity and lack of initiative, and poor non-verbal communication. (c) Marked decline in social, scholastic or occupational performance. 2. Absence, at any time, of any symptoms referred to in G1 in F20.0 - F20.3 and of hallucinations and well formed delusions of any kind.... 3. Absence of evidence of dementia or any other organic disorder... | فصام بسيط |

الأعراض الأولية الوحيدة هي انسحاب الشخص من التواجد الاجتماعي والعمل (Přikryl & Kučerovل 2004) 

## الانتقادات
إن تعريف هذا النوع غير موحد أو مختلف عليه أو انقسمت عليه الآراء. وقد توقف هذا التصنيف في نظام الدليل التشخيصي والإحصائي للاضطرابات العقلية بالولايات المتحدة (U.S. DSM) على الرغم من التوصية بإعادة إدراجه فيه (Black & Boffeli 1989), وقد تم التأكيد فيما بعد بأن معايير التشخيص له غير دقيقة استنادًا إلى التوصيفات الكلية التي تفتقر إلى الاتفاق (Black & Boffeli 1990).

## الدعم
في تجربة مع عينة صغيرة الحجم (خمسة) بعد أن تم التشخيص بالفصام من النوع البسيط حسب نظام الدليل التشخيصي والإحصائي للاضطرابات العقلية رقم 4 كاضطراب تدهوري بسيط، وجد أنه لدى العينة نقصًا في المادة الرمادية وضمورًا بالمخ وانخفاضًا في النضج بالمناطق الأمامية (Suzuki 2005). ووجد وايتويل وآخرون في عام 2005 مبررات للإبقاء على هذا التصنيف على أساس الوفاء باعتبارات «أبعاد» التصنيف، في مقابل الانتقادات الناجمة عن الخلاف في اعتبارات التصنيف التي تهتدي بالتوجه إلي فئات أخرى.

## الأسباب
تؤدي حالة التطور التدريجي للخرف البسيط في حالات الكبار والصغار لشلل جزئي عام في كثير من الأحيان. وسبب ذلك الشلل الجزئي ناتج من نقل العدوى للمشيمة والجنين بما ينتج عنه ضعف ذهني وفكري. وحدوث هذا النوع من الشلل جزئي وغير شائع تمامًا (Lishman 1998).

## معلومات تاريخية عن التعريف
الفكرة المبكرة بأن الشخص المصاب بالفصام ربما يظهر فقط بأعراض ومؤشرات التدهور (أي يظهر المريض عدم وجود أي أعراض تابعة )
تم تعريف ذلك بالخرف البسيط (Serra-Mestres et al 1997),
يحدد التصنيف الإحصائي الدولي للأمراض والمشاكل الصحية ذات الصلة - 10 استمرار الأعراض لمدة سنتين لتشخيص الفصام البسيط. وهذا بسبب الخلاف على صحة التصنيف للأنواع الفرعية التي تم الإبقاء عليها في تصنيفات التصنيف الإحصائي الدولي للأمراض والمشاكل الصحية ذات الصلة وقد حذفت من التصنيفات في نظام الدليل التشخيصي والإحصائي للاضطرابات العقلية (DSM).
تم تصنيف الأعراض المحددة سابقا للخرف البسيط المنسوبة حاليًا إلى الدليل التشخيصي والإحصائي للاضطرابات العقلية (DSM) إلى تصنيفات أخرى مثل اضطرابات الأعصاب بسبب التحسينات التي أدخلت في تقنية التشخيص.
بدأ تصنيف الملاحظات المبكرة التي تتفق مع أعراض الخرف المبكر من ذلك الشكل كخرف بسيط في عام 1838  with Esquirol. أدخل موريل في عام 1860 مصطلح الخرف المبكر, أدخل لانجدون داون في عام 1887 وصفًا كاملاً ومنذ ذلك التاريخ للمظاهر الإكلينيكية التي وصفها شاربنتييه في عام 1890 للخرف المبكر البسيط عند الأطفال الطبيعيين (Pick 1924).
وكان وصف الفصام البسيط هو الوصف المتبادل مع الأعراض الواصفة كشكل من أشكال الخرف المبكر المعروفة باسم الخرف البسيط, وكان ذلك على الأقل في زمن ديم وبلولر. وفي عام 1893، اعتبر كريبلين بأن هناك أربعة أنواع من الفصام (Green 2009); وكان من بين أول من حدد ثلاثة أنواع من الفصام (الجنون وجنون العظمة والجنون البسيط) (Weinberger & Harrison 2011).أضاف بلولر هذا النوع إلى الأربعة أنواع السابقة التي حددها كريبلين في عام 1899 وتم تلخيص أعراضه لاحقا (Diem et al 1903) وفي عام 1903 من نشر ديم دراسة عن الخرف المبكر على شكل الخرف البسيط.; وكان ذلك بناءً على مسح لاثنين من الذكور تمتعا بطفولة طبيعية نسبيًا ثم تحولا بعد ذلك إلى أنماط معيشية تميل إلى التشرد.
يظهر وصف الاضطراب الدماغي المتعلق بالعوامل العضوية وفي سياق الشلل العام للمجانين فقط مع عدم الإشارة إلى الفصام، اضطراب بملامح من الخرف العام (Lishman 1998).
وفي عام 1951، قدم فيلمًا يبين الخصائص الإكلينيكية للنوع البسيط المزمن.